# Vivisektion
Vivisektion (av lat vivus - levande och sectio - snitt) är dissektioner eller invasiva ingrepp på levande människor eller djur.
Detta bidrog bland annat till upptäckten av blodomloppets fysiologi. Den store 1800-talsfysiologen Claude Bernard använde till exempel curare för att paralysera djur, väl medveten om att detta medel endast förlamade djuren utan att ta bort smärtan. (Hans hustru anförde hans grymhet mot djur som skäl för skilsmässa.)
Även mänsklig vivisektion har förekommit, något som bland annat Josef Mengele lär ha utfört under sin tid i Auschwitz. Det utfördes även inom Enhet 731 i Kina under andra världskriget. 
Anti-vivisektionism kallas den rörelse som bekämpar användandet av levande försöksdjur vid vetenskapliga experiment. Enligt svensk lag av år 1944 om djurskydd fordras Lantbruksstyrelsens tillstånd för användning av djur för vetenskapliga ändamål. Sådan användning skall noggrant kontrolleras av myndigheterna, alla djur som opereras skall erhålla smärtlindring, djurjournaler skall föras etc.